# Rhipidia pictipennis
Rhipidia pictipennis är en tvåvingeart som beskrevs av Edwards 1926. Rhipidia pictipennis ingår i släktet Rhipidia och familjen småharkrankar. Inga underarter finns listade i Catalogue of Life.